# 布里斯托大便分類法

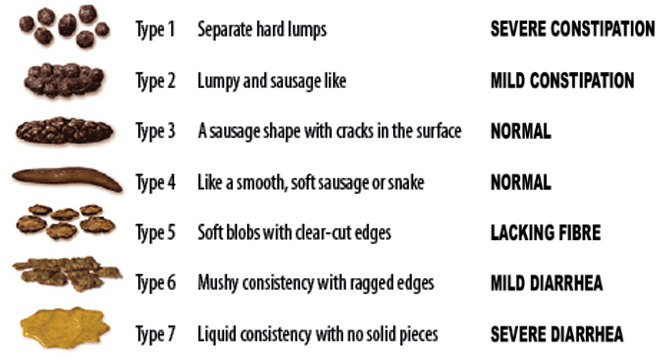

布里斯托大便分類法（Bristol Stool Scale）是一種為了醫學需求而設計的分類法，它將人類的大便分為七類。設計者為大學（University of Bristol）的希頓（Heaton）和路易斯（Lewis），首篇於1997年發表在《北歐腸胃病學雜誌》（Scandinavian Journal of Gastroenterology）上。因為大便的形狀和其待在大腸內的時間有關，所以可以用它來判斷食物經過大腸所需的時間。
分類法：
- 第一型：一顆顆硬球（很難通过）
- 第二型：香腸狀，但表面凹凸
- 第三型：香腸狀，但表面有裂痕
- 第四型：像香腸或蛇一樣，且表面很光滑
- 第五型：断边光滑的柔软块状（容易通过）
- 第六型：粗边蓬松块，糊状大便
- 第七型：水状，无固体块（完全液体）

第一型和第二型表示有便秘；第三型和第四型是理想的便形，尤其第四型是最容易排便的形狀；第五至第七型則有腹瀉的可能。